# یواس‌اس تالیتا (ای‌کی‌اس-۸)
یواس‌اس تالیتا (ای‌کی‌اس-۸) (به انگلیسی: USS Talita (AKS-8)) یک کشتی بود که طول آن ۴۴۱ فوت ۶ اینچ (۱۳۴٫۵۷ متر) بود. این کشتی در سال ۱۹۴۳ ساخته شد.